# 兵庫県道10号朝来出石線
兵庫県道10号朝来出石線（ひょうごけんどう10ごう あさごいずしせん）は、兵庫県朝来市から同県豊岡市に至る主要地方道に指定された県道である。

## 概要

### 路線データ
- 起点：朝来市和田山町宮田（宮田交差点、国道9号交点）
- 終点：豊岡市出石町柳（柳交差点、兵庫県道2号宮津養父線交点）
- 総延長：18.809 km

## 歴史
- 1982年（昭和57年）
  - 4月1日 - 建設省（現・国土交通省）が一般県道和田山出石線を主要地方道に指定。
  - 12月1日 - 兵庫県が一般県道103号和田山出石線を主要地方道10号和田山出石線へ改称。
- 2006年（平成18年）4月1日、主要地方道朝来出石線に改称

## 路線状況

### 重複区間
- 兵庫県道104号物部藪崎線別線（朝来市和田山町宮田・宮田交差点 - 朝来市和田山町林垣・糸井橋交差点）
- 兵庫県道274号岡田林垣線（朝来市和田山町林垣・糸井橋交差点 - 朝来市和田山町寺内）

## 地理

### 通過する自治体
- 兵庫県
  - 朝来市 - 豊岡市

### 交差する道路
- 国道9号（兵庫県道104号物部藪崎線別線 福知山方面重複）（朝来市和田山町宮田・宮田交差点、起点）
- 兵庫県道104号物部藪崎線バイパス（朝来市和田山町林垣・糸井橋交差点）
- 兵庫県道274号岡田林垣線（朝来市和田山町寺内）
- 兵庫県道255号上村養父線（豊岡市出石町上村）
- 国道426号（国道482号 重複）（豊岡市出石町中村・ほたる橋交差点）
- 兵庫県道528号寺坂福住線（豊岡市出石町鍜冶屋）
- 兵庫県道2号宮津養父線（兵庫県道253号寺坂柳線 重複）（豊岡市出石町柳・柳交差点、終点）

### 沿線
- 出石城と城下町